# Незнакин, Алексей Тарасович
Алексе́й Тара́сович Незна́кин (5 октября 1915, Яранский уезд, Вятская губерния — 27 июля 1993, Кемерово) — сержант Рабоче-крестьянской Красной Армии, участник Великой Отечественной войны, Герой Советского Союза (1945).

## Биография
Алексей Незнакин родился 5 октября 1915 года в деревне Мизгирята. После окончания четырёх классов школы работал кузнецом в Кемерово. В августе 1941 года Незнакин был призван на службу в Рабоче-крестьянскую Красную Армию и направлен на фронт Великой Отечественной войны.
К октябрю 1944 года сержант Алексей Незнакин командовал отделением разведки 642-го пушечного артиллерийского полка 24-й пушечной артиллерийской бригады 5-й артиллерийской дивизии прорыва 4-го артиллерийского корпуса прорыва 70-й армии 1-го Белорусского фронта. Отличился во время форсирования Вислы. 2 октября 1944 года отделение Незнакина переправилось через Вислу к югу от Демблина и провело телефонный кабель, благодаря чему командир батареи смог держать бесперебойную связь с расчётами орудий. Во время боёв на плацдарме Незнакин получил ранение, но продолжил выполнять боевую задачу.
Указом Президиума Верховного Совета СССР от 21 февраля 1945 года за «образцовое выполнение боевых заданий командования на фронте борьбы с немецкими захватчиками и проявленные при этом мужество и героизм» сержант Алексей Незнакин был удостоен высокого звания Героя Советского Союза с вручением ордена Ленина и медали «Золотая Звезда» за номером 6490.
После окончания войны Незнакин был демобилизован. Проживал и работал в Кемерово. Умер 27 июля 1993 года, похоронен в Кемерово.

## Награды
- орден Красной Звезды (24.11.1943)[3];
- Герой Советского Союза (орден Ленина и медаль «Золотая Звезда»; 21.2.1945)[4][5][К 2];
- два ордена Отечественной войны 1-й степени (19.5.1945[3], 6.4.1985[7]);
- медали[2], в том числе:
  - «За отвагу» (17.7.1943)[8].

## Комментарии
1. ↑  Деревня Мизгирята (Мизгирев), относившаяся к Малошалайской, затем — Яранской волости Яранского уезда, в последующем входила в состав Кугушергского сельсовета Яранского района Кировской области; не сохранилась[1].
2. ↑  По другим данным — 2.3.1945[6].